# Xenopirostris
Xenopirostris és un gènere d'ocells de la família dels vàngids (Vangidae). És endèmic de Madagascar.

## Taxonomia
Segons la Classificació del Congrés Ornitològic Internacional (versió 15.1, 2025) aquest gènere està format per tres espècies:
- vanga de Lafresnaye (Xenopirostris xenopirostris).
- vanga de Van Dam (Xenopirostris damii).
- vanga de Pollen (Xenopirostris polleni).